# Хойчжоу (Хуаншань)
Хойчжо́у (кит. упр. 徽州, пиньинь Huīzhōu) — район городского подчинения городского округа Хуаншань провинции Аньхой (КНР).

## История
Во времена империи Хань в 208 году Сунь Цюань образовал округ Синьду (新都郡). После окончания эпохи Троецарствия и объединения китайских земель в империю Цзинь округ Синьду был в 280 году переименован в Синьань (新安郡).
Во времена империи Суй в 589 году округ Синьду был переименован в область Шэчжоу (歙州).
Во времена империи Сун после подавления случившегося в этих местах народного восстания под руководством Фан Ла область Шэчоу была в 1121 году переименована в Хойчжоу (徽州).
После монгольского завоевания и основания империи Юань область Хойчжоу была в 1277 году преобразована в Хойчжоуский регион (徽州路). В 1357 году эти места были захвачены повстанцами, возглавляемыми Чжу Юаньчжаном, и Хойчжоуский регион был преобразован в Синъаньскую управу (兴安府). В 1364 году Синъаньская управа была переименована в Хойчжоускую управу (徽州府).
После основания в 1368 году империи Мин Хойчжоуская управа была подчинена напрямую императорскому двору в Нанкине. После переноса в 1421 году столицы в Пекин область вокруг Пекина также была подчинена напрямую императорскому двору, а старую непосредственно управляемую область стали называть «Южной непосредственно управляемой областью» (Нань чжили). После маньчжурского завоевания Китая и вхождения этих земель в состав империи Цин Южная непосредственно управляемая область была преобразована в обычную провинцию, и стала провинцией Цзяннань. Вскоре выяснилось, что провинция является слишком крупной для эффективного управления, и аппарат управляющего был разделён на два: «левый» и «правый». В связи с тем, что «левому» административному аппарату подчинялись в том числе Аньцинская и Хойчжоуская управы, по их первым слогам подчинённую ему территорию и стали называть «Аньхой». После Синьхайской революции в Китае была проведена реформа структуры административного деления, в результате которой области и управы были упразднены.
После того, как в ходе гражданской войны эти земли перешли под власть коммунистов, в июле 1949 года был образован Специальный район Хойчжоу (徽州专区). В 1956 году Специальный район Хойчжоу был расформирован, но в апреле 1961 года создан вновь. В марте 1971 года Специальный район Хойчжоу был переименован в Округ Хойчжоу (徽州地区).
27 ноября 1987 года решением Госсовета КНР были расформированы округ Хойчжоу, город Туньси и городской уезд Хуаншань, и образован городской округ Хуаншань; из частей уездов Шэсянь и Сюнин был создан район городского подчинения Хойчжоу.

## Административное деление
Район делится на 1 уличный комитет, 4 посёлка и 3 волости.

## Экономика
На водно-болотных угодьях Сисинань активно развивается экологический туризм.